# Воинские формирования ГРУ СССР
Воинские формирования Главного разведывательного управления Генерального штаба Вооружённых Сил СССР (сокращённо Воинские формирования ГРУ ГШ ВС СССР) — воинские части и соединения, находившиеся в подчинении Главного разведывательного управления.

## Исторические предпосылки

### Ситуация с воинскими формированиями в довоенный период
После ряда структурных преобразований конца 1917 — первой половины 1918 годов, в сентябре 1918 года был образован единый коллегиальный орган высшей военной власти Советской России — Революционный военный совет Республики (РВСР), одной из структур которого стал высший оперативный орган главного командования вооружённых сил РСФСР — Штаб РВСР, в начале октября 1918 года переименованный в Полевой штаб РВСР.
В том же сентябре 1918 года, в составе Штаба РВСР был создан Разведывательный отдел, после образования которого встал вопрос об объединении ещё 3-х существовавших на тот период независимых центральных органов военной разведки — Военно-статистического отдела Всероглавштаба, разведчасти Высшего военного совета и разведчасти Оперода Наркомвоена.
Секретным приказом РВСР от 5 ноября 1918 года № 197/27 и приказом по Полевому штабу РВСР от 8 ноября 1918 года № 46, согласно утверждённому 1 ноября 1918 года штату Полевого штаба РВСР, был создан главный разведывательный орган РККА (впоследствии — ВС СССР), объединивший в себе вышеупомянутые органы советской военной разведки, и который на разных исторических этапах имел различные наименования:
- Регистрационное управление Полевого штаба РВСР (ноябрь 1918 — апрель 1921);
- Разведывательное управление Штаба РККА (апрель 1921 — ноябрь 1922);
- Разведывательный отдел Управления 1-го помощника начальника штаба РККА (ноябрь 1922 — апрель 1924)
- Разведывательное управление Штаба РККА (1924—1926);
- IV управление Штаба РККА (1926 — август 1934);
- Информационно-статистическое управление РККА (август — ноябрь 1934);
- Разведывательное управление РККА (ноябрь 1934 — май 1939);
- 5-е управление НКО СССР (май 1939 — июнь 1940);
- Разведывательное управление Генерального штаба (июнь 1940 — февраль 1942);
- Главное разведывательное управление Генерального штаба (февраль — сентябрь 1942);
- Управление войсковой разведки Генерального штаба (сентябрь 1942 — февраль 1943);
- Разведывательное управление Генерального штаба (февраль 1943 — июнь 1945);
- Главное разведывательное управление Генерального штаба (июнь 1945 — 1947);
- Комитет информации (КИ) при СМ СССР (1947—1949);
- Главное разведывательное управление Генерального штаба (1949—1991)[4].

До начала Великой Отечественной войны в структуре Разведывательного управления РККА не имелось собственных воинских формирований войсковой и специальной разведки на постоянной основе. В этот период Главное разведывательное управление (ГРУ) в основном осуществляло свою деятельность по обеспечению Генерального штаба разведывательной информацией через агентурную сеть за границей (стратегическая разведка).
В остальном Разведывательное управление РККА представляло собой службу, контролирующую деятельность разведывательных органов и разведывательных формирований видов вооружённых сил в плане ведения войсковой (тактической) разведки.
Первые попытки создать на постоянной основе разведывательно-диверсионные отряды в структуре Разведывательного управления относятся к директиве начальника штаба РККА № 137/сс от 25 января 1934 года, которой предусматривалось создание общевойсковых разведывательных подразделений, предназначенных и обученных для выполнения диверсионных задач. Согласно данной директиве в 1935 году были сформированы и дислоцированы вдоль западной границы диверсионные взводы численностью по 40 человек, подчинённые начальникам разведки приграничных дивизий сухопутных войск. Для конспирации данные взводы были размещены в составе сапёрных батальонов, штатных для стрелковых дивизий. Также в целях конспирации эти разведывательно-диверсионные формирования были названы «сапёрно-маскировочными взводами» дивизии.
Задачи сапёрно-маскировочных взводов в военное время были следующими:
- переход через государственную границу и выход в назначенный район;
- проведение диверсионных мероприятий (подрыв железных дорог, вывод из строя средств связи, мостов, перехват связных и др.);
- создание в тылу противника паники, срыв отмобилизования, дезорганизация работы ближайшего тыла.

При этом личный состав сапёрно-маскировочных взводов на территории должен был координировать свои действия с так называемыми «опорными точками», которые были созданы Разведывательным управлением на территории некоторых сопредельных государств на западном направлении и представляли собой ячейки агентурной разведки. По неизвестным причинам все сапёрно-маскировочные взводы были расформированы в 1938 году. Ошибочность расформирования разведывательно-диверсионных формирований постоянного состава проявилась в ходе боёв на Халхин-Голе в 1939 году и в ходе советско-финской войны в зиму 1939—1940.
В конце 1939 года Разведывательным управлением в кратчайшие сроки был создан и подготовлен лыжный разведывательно-диверсионный отряд (Особый лыжный отряд 9-й армии) для участия в советско-финской войне. Личный состав в 300 человек был преимущественно (на 80 %) набран из спортсменов (студенты Ленинградского института физической культуры им. П. Ф. Лесгафта). Командиром отряда был назначен Х. Д. Мамсуров. В ходе боевых действий отряд неоднократно использовался в глубоком тылу противника (на удалении от линии фронта до 100—120 километров) и внёс некоторый вклад в перелом хода войны.
В апреле 1940 года Х. Д. Мамсуров на совещании начальствующего состава РККА по итогам финской кампании, в присутствии И. В. Сталина заявил о необходимости создания разведывательно-диверсионных формирований на постоянной основе:

… Я считаю, что необходимо решить вопрос о создании таких специальных частей в ряде округов, чтобы их начать готовить. В руках начальников штабов армий или командования армий эти части принесут пользу, выполняя помимо специальной работы также задачи более дальней разведки (прим. — оперативной разведки), чем ведут войска (прим. — войсковой разведки)…
— из речи Хаджи-Умара Мамсурова
Однако к началу Великой Отечественной войны данный вопрос так и не был решён. По факту к 22 июня 1941 года вермахт располагал подготовленными формированиями специальной разведки, а в составе РККА таких формирований не было. Главной причиной подобного состояния дел считается личное мнение Иосифа Сталина в предвоенный период по поводу концепции ведения партизанской войны.
Единственными воинскими формированиями постоянного состава в структуре Разведывательного управления РККА в довоенный период были воинские части, выполнявшие функцию радиоразведки, созданные в 1931 году и переданные в подчинение НКВД СССР в ноябре 1942 года.

### Великая Отечественная война
С началом Великой Отечественной войны Главное разведывательное управление (переименовано в феврале 1942 года из Разведывательного управления) приступило к подготовке диверсионных групп для заброски в тыл противника, а также к созданию партизанских отрядов в тылу противника.
При этом, в отличие от Абвера (аналог Главного разведывательного управления в Вермахте), располагавшего собственными формированиями специальной разведки (к примеру, полк Бранденбург 800), разведывательно-диверсионные формирования на постоянной основе в структуре самой ГРУ не создавались.
Также в отличие от Абвера, в подчинении которого были собственные школы по подготовке диверсантов, подготовка диверсантов в РККА осуществлялась силами разведывательных отделов армий, фронтов и флотов, под контролем ГРУ.
Отсутствие формирований специальной разведки постоянного состава объяснялась сложностью вывода (эвакуации) формирований из глубокого тыла противника. Инициатива полковника И. Г. Старинова, командира 5-й отдельной инженерной бригады специального назначения, по созданию специальной диверсионной бригады для действий в тылу противника не нашла должного понимания у руководства именно по этой причине.
В связи с передачей в конце 1942 года всех воинских формирований радиоразведки в ведение НКВД, ГРУ фактически не располагало в своей структуре профильными разведывательными воинскими формированиями.

## Формирования особого назначения (Осназ) ГРУ

### Создание и боевое применение формирований Осназ

#### Создание формирований Осназ
Свою историю части Особого назначения Разведывательного управления РККА (сокращённо Осназ) ведут от 1930 года, когда для руководства радиоразведкой и централизованной обработки сведений в состав Разведывательного управления была введена секция радиоразведки.
В 1931 году все подразделения радиоразведки были выведены из состава штатных батальонов связи в войсках. Руководством РККА было решено обособить формирования радиоразведки сперва в виде тяжёлых радиопеленгаторных рот, а с 1935 года в виде отдельных радиодивизионов особого назначения.
Основательная подготовка технических специалистов для формирований Осназ началась в 1937 году на инженерном радиотехническом факультете Ленинградской военной электротехнической академии связи имени С. М. Будённого.

#### Гражданская война в Испании
Первым боевым крещением специалистов радиоразведки Разведывательного управления РККА стало их участие в Гражданской войне в Испании. В 1936 году в Испанию была отправлена большая группа специалистов, которая была разбита на 4 сводные группы радиоразведки, действовавшие в Валенсии, Мурсии, Мадриде и Барселоне. Группы радиоразведки, оборудованные коротковолновыми и длинноволновыми радиопеленгаторами и приёмниками, занимались радиоперехватом сеансов связи противника и определением их местонахождения методом синхронного пеленгования. Большой вклад радиоразведка внесла в срыв действий националистов по штурму Мадрида в марте 1937 года. Также радиоразведка выполняла функции предупреждения войск и мирного населения об авиационных налётах противника.

#### События на Дальнем Востоке
В июле 1938 года радиоразведка 1-й отдельной Краснознамённой армии приняла участие в отражении агрессии японских войск у озера Хасан. Всего за 1938 год радиоразведчики вскрыли состав и места дислокации более 700 частей и соединений японских и маньчжурских войск. В разные периоды боевых действий от 75 до 100 % всей разведывательной информации о манёврах и пунктах дислокации противника были получены радиоразведкой Осназ.
Следующим боевым применением частей Осназ стало их участие в советско-монгольско-японском конфликте 1939 года на Халхин-Голе, где действовали 20-я отдельная радиоразведывательная рота и 10-я радиостанция Осназ.

#### Советско-финская война
В советско-финской войне 1939—1940 годов принимали участие 336-й ордн и 338-й ордн Осназ, а также 3 корпусные радиоразведывательные роты. Эти формирования определяли расположение штабов, аэродромов, кораблей противника, а также время вылета боевой авиации противника.

#### Великая Отечественная война
Основное развитие формирований Осназ пришлось в годы Великой Отечественной войны. Их задачей являлись:
- перехват открытой и зашифрованной информации из радиообмена противника;
- определение точных координат как стационарных так и передвижных узлов связи противника;
- создание радиопомех радиопередатчикам противника;
- дезинформация противника через радиосвязь.

Всего за годы войны в Действующей армии находились 1 бригада, 5 полков и 41 отдельный радиодивизион особого назначения.
В годы войны частями ОСНАЗ использовались такие радиостанции, как РАФ (для создания помех противнику).

#### Афганская война
В послевоенный период некоторые части Осназ участвовали в Афганской войне. Первой и единственной частью Осназ, введённой в Афганистан в период с 1980 по 1984 годы, стал 1853-й отдельный радиотехнический батальон Осназ, дислоцированный в столице Афганистана. Его подразделения были рассредоточены по пунктам дислокации штабов дивизий и бригад 40-й армии.
В ноябре 1984 года 1853-й отдельный радиотехнический батальон был развёрнут в 254-й отдельный радиотехнический полк Осназ. Причём увеличение состава 254-го полка продолжалось до марта 1985 года.
Для более эффективного радиоперехвата сеансов связи противника в условиях горной местности, где ограничен радиогоризонт в ультракоротких волнах, в распоряжение радиоразведки Осназ были переданы вертолёты Ми-8МТЯ с бортовыми комплексами радиоразведки в количестве 4 единиц. Из 26 провинций Афганистана 254-й полк вёл круглосуточную радиоразведку силами как стационарных радиопеленгаторных центров, так и мобильных групп в 14 провинциях.
Состав формирований Осназ ГРУ в Афганистане на 1988 год:
- 254-й отдельный радиотехнический полк особого назначения (в/ч 37116) — Кабул;

- 177-й отдельный радиоузел (в/ч 57839) — Кабул;
- 381-й отдельный радиопеленгаторный центр (в/ч 93015) — Газни;
- 634-й отдельный радиопеленгаторный центр (в/ч 31917) — Кундуз;
- 799-й отдельный радиотехнический центр (в/ч 42141) — Кабул;
- 822-й отдельный радиотехнический центр (в/ч 33808) — Баграм;
- 964-й отдельный радиопеленгаторный центр (в/ч 02934) — Шинданд;
- 966-й отдельный радиопеленгаторный центр (в/ч 21743) — Кандагар;
- 968-й отдельный радиопеленгаторный центр (в/ч 33815) — Джелалабад
- 1028-й отдельный радиотехнический центр (в/ч 52018) — Кабул.

По статистике результативности работы частей Осназ только по итогам 16 войсковых операций радиоразведкой было осуществлено:
- упреждение нападения мятежников на советские гарнизоны — 42 случая;
- упреждение нападения на колонны и совершения других диверсионных акций — 47 случаев;
- вскрытие маршрутов движения караванов снабжения перевозящих оружие, боеприпасы и материальные средства — 32 случая;
- выявление тайных агентов противника в государственных органах и штабах вооружённых сил ДРА — 6 эпизодов;
- выявление планируемых встреч государственных служащих с представителями иностранных государств — 5 эпизодов;
- выявление районов засад организованных противником — 10 случаев;
- передислокации групп и отрядов противника — 24 случая;
- выявление местонахождения группировок противника — 97 случаев.

### Переподчинение и послевоенное развитие формирований Осназ
С конца 1942 года все формирования Осназ были переданы от ГРУ в подчинение НКВД-НКГБ в период до 1946 года.
По окончании войны часть этих формирований перешла в ведомство Управления Правительственной связи МГБ (КГБ) СССР, а оставшаяся часть вернулась в структуру ГРУ, на основе которых было начато создание радиотехнических войск особого назначения (РВ Осназ).
В 1954 году формирования Осназ были переведены в подчинение Отделению специального наблюдения 2-го отдела (радиоразведки) ГРУ. В 1955 году данное отделение было преобразовано в 6-е управление ГРУ.
В 50-е и 60-е годы отдельные радиодивизионы Осназ были переформированы в радиотехнические полки Осназ. Следующий шаг к укрупнению формирований радиоразведки произошёл в конце 70-х и в начале 80-х годов, когда на базе полков были созданы радиотехнические бригады Осназ.
В 70-е годы 6-е управление ГРУ (электронная, космическая и радиотехническая разведка) имело в своём составе 4 отдела: 1-й (радиоразведки), 2-й (радиотехнической разведки), 3-й (технического обеспечения) и 4-й (слежения).
Главными объектами 6-го управления были:
- Центр космической разведки на Волоколамском шоссе («К-500»);
- Центр радио- и спутниковой связи (п. Ватутинки, Московская область);
- Центральная станция радиоразведки (Климовск, Московская область);
- 11 центров радиоперехвата и электронной разведки на территории СССР;
- 4 зарубежных Центра радиоперехвата и электронной разведки: Радиоэлектронный центр в Лурдесе (пригород Гаваны, Куба), г. Камрань (Вьетнам), Рангун (Бирма) и Улан-Батор (Монголия).

Для обеспечения радиоразведки в интересах ВМФ СССР, в подчинении 6-го управления ГРУ находилось 10 морских радиоотрядов Осназ и от 48 до 60 кораблей радиоперехвата и электронной разведки, сведённых в бригады разведывательных кораблей.
Для обеспечения радиоразведки в интересах Сухопутных войск в подчинении 6-го управления ГРУ находились отдельные радиотехнические бригады (к концу 80-х годов — 11 бригад) и отдельные радиотехнические полки (21 полк). Все бригады вели свою историю от отдельных радиодивизионов Осназ времён Великой Отечественной войны. Находились бригады в составе военных округов, имеющих выход к государственной границе СССР, а также одна бригада находилась в составе ГСВГ.
Обучение младших специалистов срочной службы для данных формирований производили 101-й учебный радиотехнический полк (в/ч 86622) в Павловске (Ленинградская обл.) и 849-й учебный центр войсковой разведки ГРУ (в/ч 17845, Арзамас).

### Эволюция кораблей Осназ
Руководство ВМФ СССР с начала 60-х годов поставила главным условием обеспечения высокой боевой готовности систематическую постоянную разведку сил вероятного противника во всех районах Мирового океана ещё до наступления военного времени. Комплекс разведывательных мероприятий производился с целью упреждающего определения возможной угрозы со стороны вероятного противника и выработки необходимых ответных мер. По причине широкого внедрения в военно-морские силы разных государств вначале радиосвязи, а после радиолокационных и гидроакустических систем, основным источником информации о местонахождении кораблей вероятного противника стали радиоволновые излучения от приборов, установленных на этих кораблях. Для ведения систематической разведки радиоволновых излучений требовалось размещение в районах нахождения военно-морских сил вероятного противника группировки разведывательных кораблей, имеющих на борту специальную радиотехническую аппаратуру.

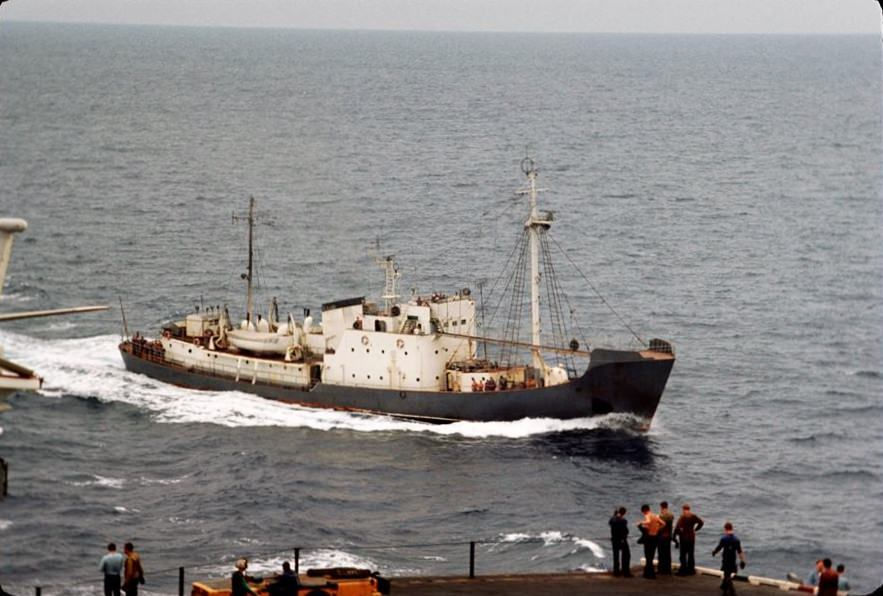
МРЗК Вал проекта 393А снятый с борта АВМА Кеннеди, 1969

Первые корабли в ВМФ СССР для таких целей стали создаваться из гражданских китобойных судов в 1965 году путём размещения на них средств радиоразведки, радиотехнической разведки и гидроакустической разведки. Судна получили обозначение проект 393А МРЗК (малый разведывательный корабль). Это МРЗК Бакан, Вал, Вертикал, Лоцман и другие.

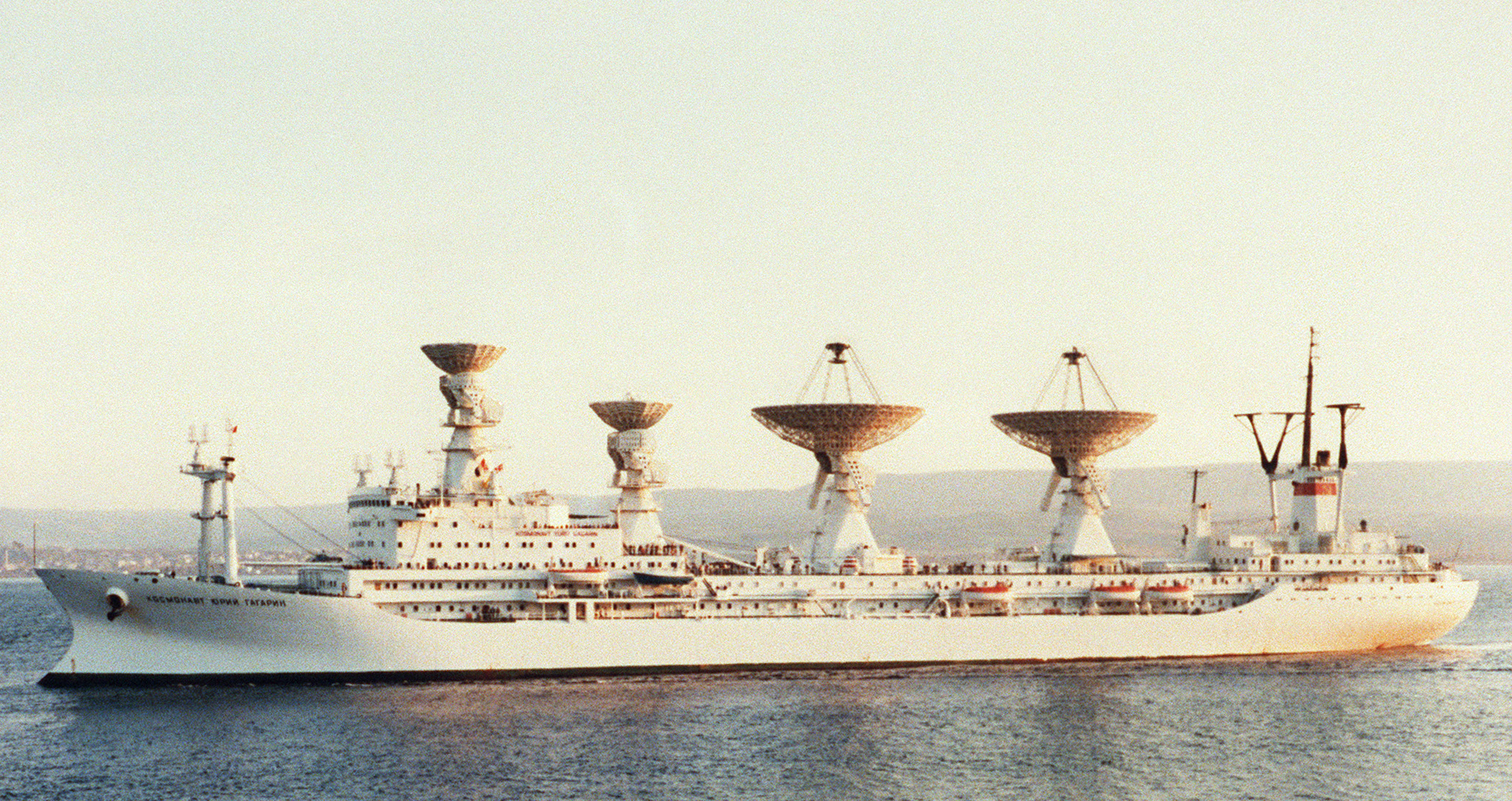
Научно-исследовательское судно «Космонавт Юрий Гагарин» двойного назначения (мирного и военного)

Позже за основу для разведывательных кораблей были взяты гидрографические суда, находившиеся на стадии изготовления: СЗРК проект 850 (средний разведывательный корабль) и МЗРК Проект 861.
В 1970 году были разработаны большие разведывательные корабли (БРЗК) специализированной конструкции, не копировавшие ранее существующие разработки, используемые в мирных целях (проект 394Б и проект 994).
В это же время формируются 4 бригады разведывательных кораблей, по одной на каждый флот ВМФ СССР: 
38-я, 112-я, 144-я и 159-я.
Разработанный и запущенный в производство в 1978 году проект 1826 БРЗК отличался от предыдущих образцов наличием ракетно-пушечного вооружения для обороны.
К началу 80-х годов появились новые методы обнаружения подводных лодок противника на сверхдальних расстояниях. Аппаратура для реализации этих методов потребовала разработки следующего типа разведывательных кораблей. В 1986 году первым образцом этого типа в ВМФ СССР стал БРЗК проект 10221, созданный на основе большого морозильного траулера. В отличие от предшественников, корабль располагал взлётно-посадочной площадкой и ангарами для перевозки двух вертолётов, с которых выбрасывали гидроакустические буи для поиска подлодок вероятного противника.

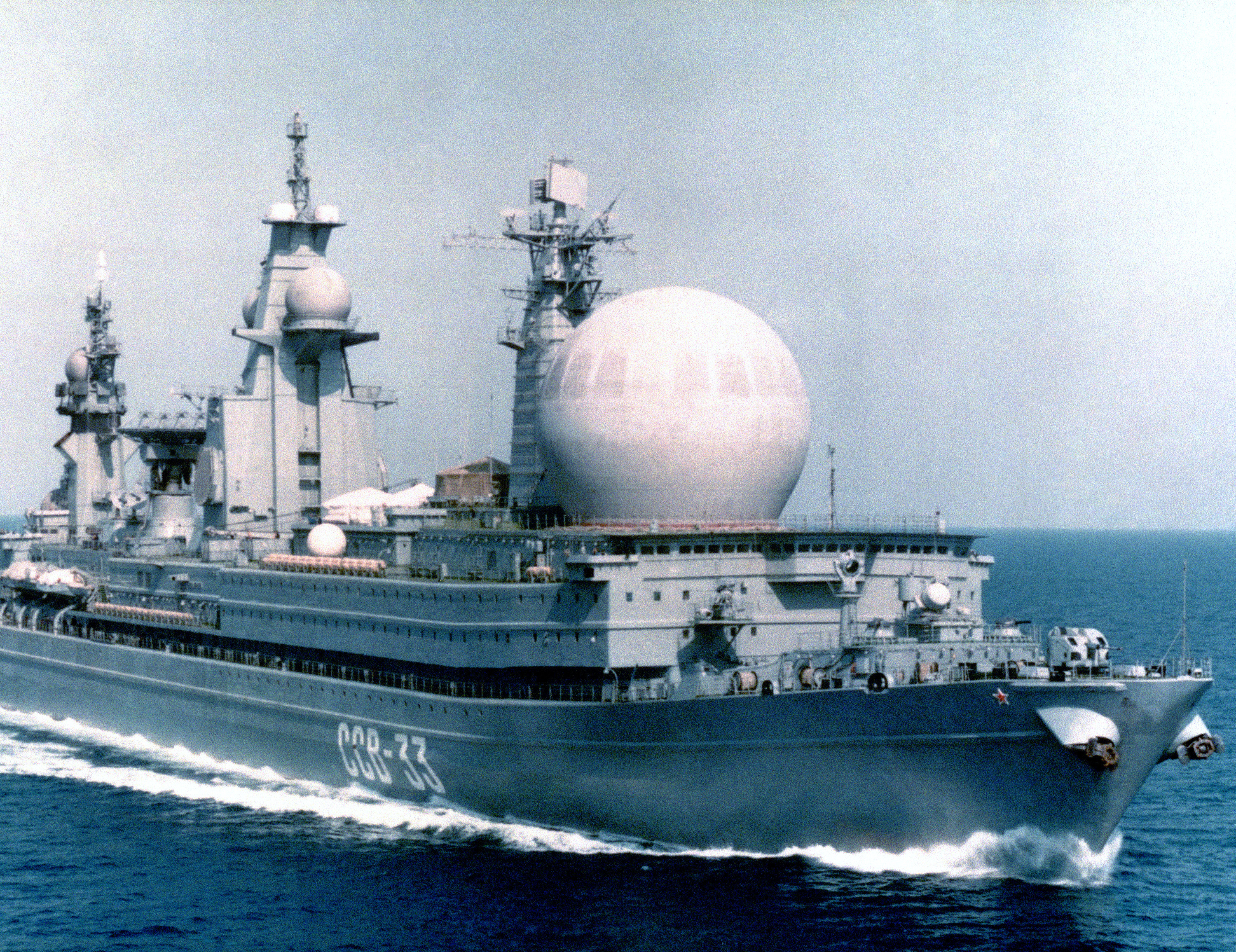
Разведывательный корабль ССВ-33 «Урал»
из состава 38-й бригады кораблей Осназ ГРУ.
Самый большой в СССР надводный корабль с ядерной энергетической установкой

Следующей причиной для создания более сложного типа кораблей Осназ ГРУ послужил целый комплекс требований:
- необходимость в измерении параметров траектории движения баллистических межконтинентальных ракет и космических аппаратов;
- приём информации с космических спутников в морских и океанских районах, где невозможно создание стационарных радиотехнических комплексов;
- поиск и спасение космических аппаратов (в том числе пилотируемых).

В связи с множеством поставленных задач данный тип разведывательных кораблей получил название Корабль измерительного комплекса (КИК). Первые разработки КИК для ВМФ СССР относятся к 1959 году и также являются импровизацией конструкторов, переоборудовавших в срочном порядке для этой цели сухогрузы (КИК проекта 1128 и проекта 1129Б).
В связи с двойственным применением космической программы СССР как для военных целей (так называемый «военный космос»), так и для мирных целей («мирный космос»), часть КИК в целях конспирации работала в Мировом океане под эгидой Академии наук СССР и проходила по классификации как научно-исследовательские судна, хотя изначально были спроектированы и построены с учётом интересов представителей ВМФ СССР. К таковым КИК относятся два судна:
- «Академик Сергей Королёв» проект 1908;
- «Космонавт Юрий Гагарин» проект 1909.

С 70-х годов ГРУ требовало постройки разведывательного корабля исключительно для «военного космоса». Поэтому следующим КИК стал корабль проекта 1914, за которым частично оставили функции «мирного космоса». Корабль данного проекта, кроме поставленных задач по испытанию новых образцов ракетных и космических комплексов, слежения за различными космическими аппаратами (включая принадлежащих потенциальным противникам) и обеспечению связи с ними, должен был осуществлять поиск, спасение и эвакуацию экипажей и спускаемых аппаратов космических объектов, совершивших посадку на воду.
Вершиной создания дорогостоящих, сложнейших и самых крупных КИК для Осназ ГРУ стал проект 1941, разработанный ЦКБ «Айсберг» и построенный в 1987 году под названием ССВ-33 «Урал». Это был самый крупный в мире корабль с ядерной энергетической установкой, за исключением авианосцев. Руководство ГРУ требовало от правительства постройки второго образца, но встретило сопротивление со стороны руководства ВМФ, которое настаивало на приоритете постройки ракетного крейсера проекта 1144. Дальнейшим планам по увеличению группировки кораблей Осназ ГРУ помешал распад СССР.

## Формирования специального назначения (Спецназ) ГРУ

### Предпосылки к созданию
В конце 40-х годов, в связи с появлением ядерного оружия, перед ВС СССР встал вопрос о своевременной оценке, обнаружении и выводе из строя объектов оружия массового поражения (носители, хранилища, пусковые установки). По этой причине военно-политическим руководством СССР и Вооружённых Сил было принято решение о создании специальных подразделений на постоянной основе, предназначенных для действий в тылу противника.
24 октября 1950 года министром обороны СССР А. М. Василевским и начальником Генерального штаба С. М. Штеменко была подписана директива № Орг/2/395/832 о создании частей разведки специального назначения с их прямым подчинением Главному разведывательному управлению. Согласно директиве при всех общевойсковых и механизированных армиях, воздушно-десантных корпусах и в военных округах (где не было армейских объединений) предписывалось создать отдельные роты специального назначения. Впоследствии официально было закреплено сокращённое название для формирований данного типа — спецназ (или армейский спецназ).
Главной причиной для создания формирований специального назначения считается появление на вооружении государств НАТО мобильных средств ядерного нападения.
По расчётам руководства ВС СССР, формирования спецназа ГРУ при начале крупномасштабных боевых действий с потенциальным противником должны были осуществлять следующие мероприятия:
- ведение разведки сосредоточения войск противника в его глубоком тылу;
- уничтожение тактических и оперативно-тактических средств ядерного нападения вероятного противника;
- проведение диверсий;
- организация при необходимости партизанского движения в тылу противника;
- захват лиц, обладающих важной информацией и т. д.

Выбор термина «специальный» («специального назначения») для создаваемых формирований объясняется тем, что в советской военной терминологии диверсионная и разведывательная деятельность в глубоком тылу противника определяется термином специальная разведка, которая является составной частью оперативной разведки.
Создание этих частей было возложено на 5-е управление 2-го Главного управления ГШ ВС СССР (2-е Главное управление — историческое название ГРУ в период с 1949 по 1953 годы).

### Особенности терминологии
Существуют особенности терминологии, принятой в спецназе ГРУ с момента его создания. Они касаются названия формирований, которые отличаются от формирований аналогичного уровня в других родах войск. Таковыми является применение терминов группа и отряд. При этом на различных исторических этапах данными терминами обозначались разные понятия. На начальном этапе до 1957 года, «группой» и «отрядом» назывались временные формирования, созданные соответственно на базе отделения и взвода:

Из состава боевых подразделений создавались временные разведывательные органы: разведывательные группы специального назначения; основа - штатное отделение и один-два радиста из взвода спецрадиосвязи. А также разведывательные отряды специального назначения, основа - штатный взвод и два-четыре радиста.— Козлов С. В. «История создания: от рот к бригадам. 1950—1979 гг.»
С 1957 года, в связи с созданием отдельных батальонов специального назначения вместо отдельных рот, термин «отряд» стал применяться к батальону как к формированию постоянного состава, а не обозначать как ранее временный разведывательный орган. С 1962 года, с появлением бригад специального назначения, термин «отряд» продолжал применяться к батальонам в составе создававшихся бригад:

Первоначально штатный состав бригады включал шесть отрядов (батальонов) специального назначения.— Козлов С. В. «История создания: от рот к бригадам. 1950—1979 гг.»
В период Афганской войны термином «группа» в частях спецназа ГРУ было принято обозначать формирование уровня взвода, состоявшего из отделений:

Каждая из этих рот, помимо командира, замполита, заместителя по техчасти, старшего механика, наводчика-оператора БРМ, старшины и писаря-каптенармуса, включала в себя три группы специального назначения. Группу возглавлял командир, штатная категория - капитан. В состав группы входило три отделения, каждое из которых состояло из командира отделения, старшего разведчика, механика-водителя, наводчика-оператора, снайпера, разведчика-санитара и двух пулеметчиков.— Козлов С.В. «Афганистан. Звёздный час спецназа. 1979—1989»

### Создание отдельных рот
Всего, согласно директиве № Орг/2/395/832 от 24 октября 1950 года, под руководством ГРУ к 1 мая 1951 года было создано 46 отдельных рот специального
назначения, личный состав каждой из которых насчитывал 120 человек. Общая численность спецназа ГРУ к маю 1951 года составила 5520 военнослужащих.
Из 46 созданных рот по подчинению разделялись:
- подчинения штабу военного округа — 17 рот;
- подчинения штабу армии — 22 роты;
- подчинения штабу группы войск — 2 роты;
- подчинения штабу воздушно-десантного корпуса — 5 рот;

Разведчики обучались действиям в составе разведывательно-диверсионных групп численностью 8—10 человек. Все роты состояли из двух разведывательных взводов, взвода радиосвязи и учебного взвода. По данному штату отдельные роты специального назначения просуществовали до 1957 года.
В 1953 году в результате сокращения Вооружённых сил из 46 отдельных рот осталось только 11.

### Создание отдельных батальонов
В связи с пересмотром взглядов на организацию и методы проведения специальной разведки в тылу вероятного противника, руководством ВС СССР был поставлен вопрос об укрупнении частей специального назначения. Главным аргументом в сторону укрупнения стала невозможность организации всесторонней боевой подготовки военнослужащих в масштабах роты.
В 1957 году по инициативе руководителя оперативной разведки генерал-майора Н. В. Шерстнёва началось формирование отдельных батальонов специального назначения. Согласно директиве начальника Генерального штаба ОШ/1/244878 от 9 августа 1957 года, из 11 отдельных рот специального назначения оставшихся после сокращения ВС СССР в 1953 году, к октябрю 1957 года на основе 8 рот было развёрнуто 5 батальонов, а оставшиеся 3 роты были переведены на новый штат с личным составом в 123 человека.
Отдельные батальоны специального назначения (обспн) были созданы в составе ГСВГ, СГВ, Прикарпатского, Туркестанского и Закавказского военных округов.
Личный состав созданных батальонов заметно различался:
- 26-й отдельный батальон специального назначения ГСВГ — 485 военнослужащих;
- 27-й отдельный батальон специального назначения СГВ — 376;
- 36-й отдельный батальон специального назначения ПрикВО — 376;
- 43-й отдельный батальон специального назначения ЗакВО — 376;
- 61-й отдельный батальон специального назначения ТуркВО — 253.

Каждый батальон в своём составе имел 3 разведывательные роты, роту спецрадиосвязи, учебный взвод, автомобильный взвод и хозяйственный взвод.
Общая численность спецназа ГРУ к октябрю 1957 года составила 2235 военнослужащих.

### Создание отдельных бригад
В 1961 году военно-политическое руководство СССР рассмотрело возможность создания партизанских отрядов в тылу вероятного противника.
21 июня 1961 года вышло постановление ЦК КПСС № 338 «О подготовке кадров и разработке спецтехники для организации и оснащения партизанских отрядов». Исполняя это постановление, Министерство обороны СССР провело военные учения, в ходе которых в каждом военном округе из военнослужащих запаса была создана бригада численностью 1700 человек. Созданные формирования под управлением ветеранов Великой Отечественной войны, имевших опыт участия в партизанском движении, в течение месяца осваивали ведение диверсионной деятельности в тылу врага.
По итогам учений руководством ВС СССР был сделан вывод о необходимости создания в составе военных округов постоянных кадрированных соединений, которые в военное время послужат основой для развёртывания крупных разведывательно-диверсионных формирований, комплектуемых из отмобилизованных военнослужащих запаса.
19 июля 1962 года вышла директива Генерального штаба № 140547, которая предписывала командующим войсками военных округов сформировать кадрированные бригады специального назначения по штату мирного времени.
В период от 19 июля 1962 года до 1 января 1963 года было сформировано 10 кадрированных отдельных бригад специального назначения.
До создания бригад 21 августа 1961 года вышла директива Генерального штаба № Орг/3/61588 о создании дополнительно 8 отдельных рот специального назначения к 1 октября 1961 года.
Все бригады специального назначения, созданные в начале 60-х годов (за исключением 3-й бригады), представляли собой кадрированные формирования, в которых по штатам мирного времени личный состав насчитывал 300—350 человек. По планам военного командования при введении военного положения, за счёт мобилизации военнослужащих запаса и проведения 30-дневных сборов, бригады разворачивались в полноценные боеспособные соединения с личным составом в 1700 человек.
По штату мирного времени отдельная бригада специального назначения состояла из следующих подразделений:
- управление бригады и подразделения при ней:

- отряд специальной радиосвязи (батальон связи 2-х ротного состава);
- рота минирования;
- рота материально-технического обеспечения;
- комендантский взвод.

- 1—2 развёрнутых отдельных отряда специального назначения (разведывательный батальон 3-ротного состава);
- 2—3 отдельных отряда специального назначения (кадрированные).

К 1 января 1964 года спецназ ГРУ состоял из следующих формирований:
- отдельных бригад специального назначения — 10;
- отдельных батальонов специального назначения — 5;
- отдельных рот специального назначения — 11.

### Создание дополнительных отдельных бригад и полков
В связи с необходимостью полноценной централизованной подготовки младших командиров (сержантов), в 1971 году был создан 1071-й отдельный учебный полк специального назначения. Данный полк готовил сержантов по военно-учётной специальности командир разведывательного отделения для всех соединений и частей спецназа.
Также при 1071-м полку была создана школа прапорщиков, в которую отбирались военнослужащие, прошедшие срочную службу в спецназе ГРУ. Необходимость в школе прапорщиков была вызвана сложной программой обучения по военно-учётной специальности заместитель командира группы специального назначения, обучение которой военнослужащих срочной службы было нерациональным.
Из-за обострения в советско-китайских отношениях в 1969 году был создан Среднеазиатский военный округ, для которого в 1976 году была сформирована 22-я отдельная бригада специального назначения.
По той же причине осложнения отношений с Китаем, в составе Забайкальского военного округа в 1977 году была сформирована 24-я отдельная бригада специального назначения.
По состоянию на 1977 год при наступлении военного времени ГРУ рассчитывало развернуть 66 соединений и воинских частей специального назначения общей численностью 44 845 человек.
В связи с участием спецназа ГРУ в боевых действиях на территории Афганистана, потребовалось создание нового учебного формирования для военнослужащих срочной службы.
Причины в необходимости создания дополнительного учебного формирования были следующими:
- сводные отряды специального назначения, отправленные в Афганистан, по штату состояли также из военнослужащих с военно-учётными специальностями, ранее отсутствовавшими в спецназе ГРУ (оператор-наводчик БМП/БТР, стрелок-гранатомётчик АГС-17, сапёр и т. д.);
- необходимость в адаптации к жаркому климату и горная подготовка военнослужащих в местности, схожей с Афганистаном[21].

В связи с этим выбор для дислокации учебного формирования пал на военный городок 15-й отдельной бригады специального назначения Туркестанского военного округа, которая в начале 1985 года была направлена в Афганистан. На месте её прежней дислокации в г. Чирчик Ташкентской области УзССР был создан 467-й отдельный учебный полк специального назначения.
В марте 1985 года на месте дислокации 22-й отдельной бригады специального назначения САВО, которая, как и 15-я бригада, была отправлена в Афганистан, был создан 546-й отдельный учебный полк специального назначения (кадрированный) с личным составом в 207 человек. После упразднения САВО в 1989 году, 32-й общевойсковой армии бывшего САВО был присвоен порядковый номер расформированной 40-й общевойсковой армии ТуркВО, участвовавшей в Афганской войне. При этом 546-й полк был переформирован в 524-ю отдельную роту специального назначения 40-й общевойсковой армии.
Также на месте дислокации 22-й бригады одновременно с 546-м полком была создана кадрированная 126-я отдельная бригада специального назначения численностью 40 человек, задачей которого в мирное время было обеспечение сохранности материальной базы для развёртывания бригады в военное время. В связи с упразднением САВО в 1989 году бригада была передислоцирована в н.п. Азадбаш Ташкентской области.
Последним созданным в истории спецназа ГРУ соединением специального назначения стала 67-я отдельная бригада специального назначения, которая была сформирована в Сибирском военном округе весной 1984 года.

### Участие формирований спецназа ГРУ в Афганской войне

#### Первый этап

##### Свержение Хафизуллы Амина

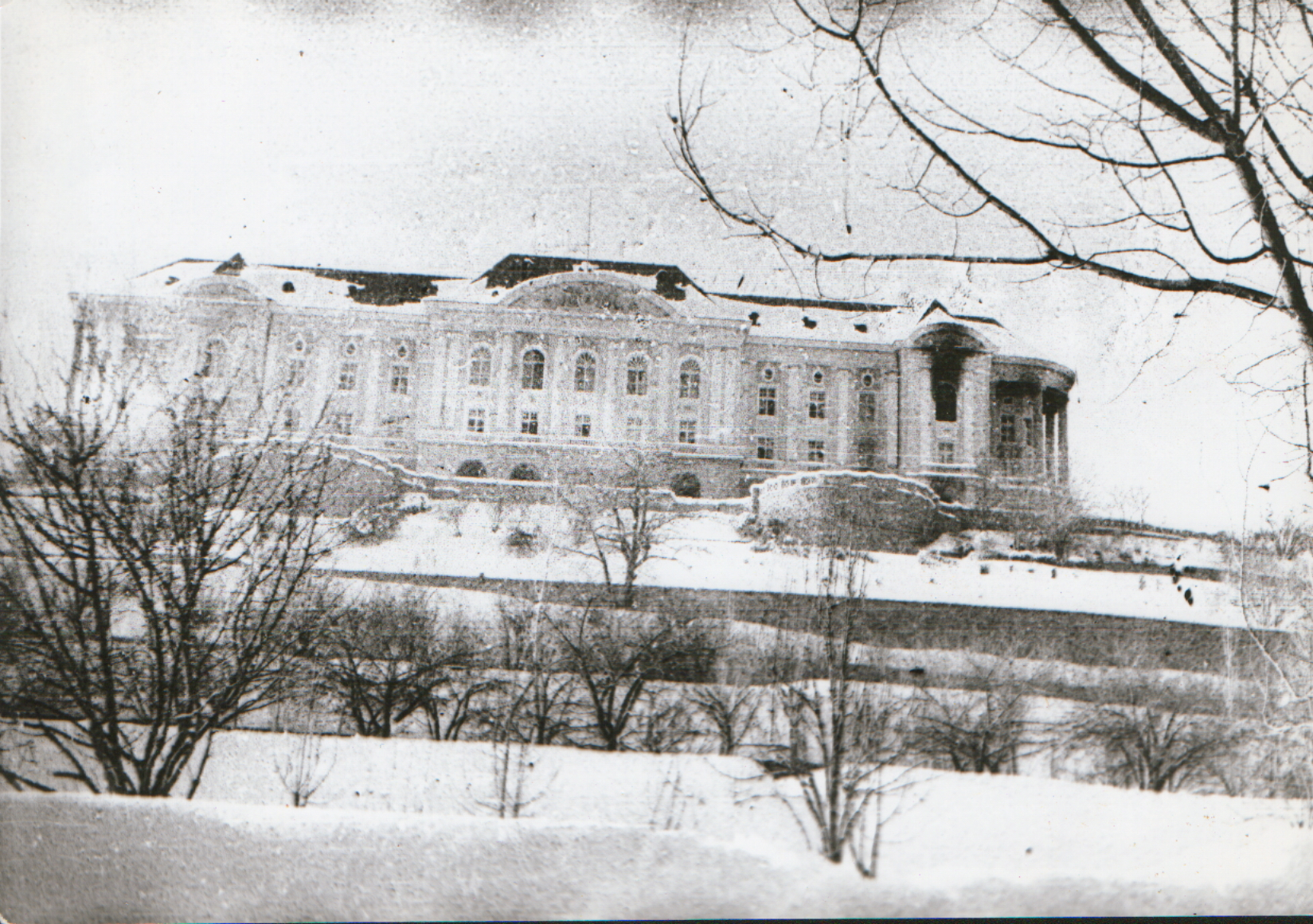
Дворец Тадж-Бек на следующий день после штурма

24 июня 1979 года на базе 15-й отдельной бригады специального назначения ТуркВО был создан 154-й отдельный отряд специального назначения с личным составом 532 человека. Причиной его создания было решение Политбюро ЦК КПСС об охране президента Афганистана Нур Мохаммада Тараки в условиях политического раскола в руководящих верхах государства.
16 сентября по сговору премьер-министра Хафизуллы Амина с высшими чинами правительства Тараки был убит, а пост президента перешёл к Амину. 7 декабря 154-й отряд был по воздуху переброшен на аэродром в г. Баграм. 12 декабря в связи с ухудшающейся обстановкой в Афганистане Политбюро ЦК приняло окончательное решение о физическом устранении Амина. 13 декабря, по ранее заключённому соглашению с афганскими властями об усилении охраны Амина, 154-й отряд был передислоцирован в непосредственную близость к резиденции Амина, дворцу Тадж-Бек.
Вечером 27 декабря в ходе совместных действий спецподразделения КГБ СССР «Альфа» и 154-го отряда произошёл штурм дворца Тадж-Бек, итогом которого стало убийство Хафизуллы Амина. При штурме дворца потери 154-го отряда составили 7 человек убитыми и 36 ранеными. 2 января 1980 года личный состав отряда на самолётах был вывезен на территорию СССР, после чего отряд был расформирован.

##### 459-я отдельная рота
Согласно штату армии (танковой или общевойсковой) Сухопутных войск ВС СССР, в структуре каждого такого объединения имелась отдельная рота специального назначения.
Для 40-й армии, созданной 16 декабря 1979 года, подобное формирование начало создаваться в конце декабря того же года на базе 15-й отдельной бригады специального назначения. В феврале 1980 года 459-я отдельная рота специального назначения была введена в Афганистан и разместилась непосредственно у штаба 40-й армии. Штат роты состоял из управления, четырёх групп специального назначения и группы связи. Личный состав — 112 человек. В декабре 1980 года рота получила на вооружение бронетехнику (11 единиц БМП-1). Также для переброски по воздуху за 459-й ротой была закреплена вертолётная эскадрилья.
Боевыми задачами, которые ставились перед 459-й роты, являлись разведка, доразведка с целью проверки информации, захват пленных, уничтожение лидеров и полевых командиров моджахедов.
Более полутора лет 459-я отдельная рота являлась единственным формированием специальной разведки в составе 40-й армии.

#### Второй этап. Увеличение частей спецназа

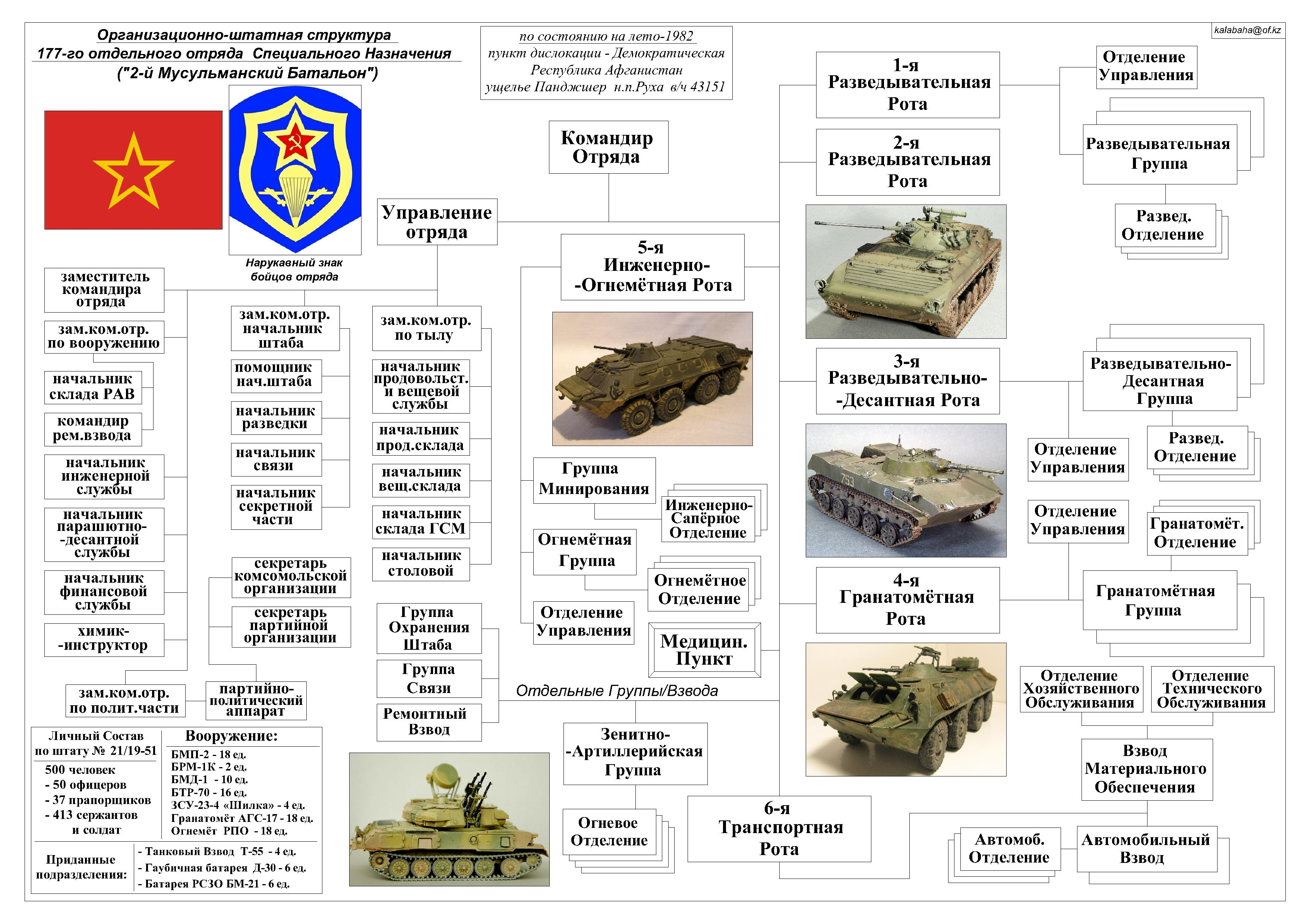
Организационно-штатная структура 177-го отдельного отряда специального назначения, на лето 1982 года (неофициальная)

29 октября 1981 года в Афганистан были введены сразу 2 отдельных отряда специального назначения с личным составом 500 человек:
- 154-й отряд специального назначения, сформированный в июле 1981 года на базе 15-й бригады;
- 177-й отряд специального назначения, сформированный в мае 1980 года на базе 22-й бригады.

Оба отряда привлекались к боевым действиям как в качестве разведывательных, так и мотострелковых подразделений.
С декабря 1981 по март 1984 года 154-й отряд проводил активные боевые действия в провинциях Джаузджан, Балх, Фарьяб и Саманган.
177-й отряд с декабря по июнь 1982 года участвовал в боевых действиях в провинции Фарьяб. В июне 1982 177-й отряд был передислоцирован в провинцию Парван в н.п. Руха в Панджшерском ущелье, которое было частично освобождено после крупной операции. По указанию командования 40-й армии, 177-й отряд с придаными подразделениями усиления выполнял в Панджшерском ущелье отчасти военно-политическую задачу: требовалось опровергнуть обещание авторитетного главы оппозиционных формирований Ахмад Шах Масуда, что через месяц ни одного советского солдата не будет в ущелье. Отряд продержался восемь месяцев и понёс за это время в боевых действиях тяжёлые потери — около 40 человек убитыми. 177-й отряд ушёл только после того, как с Ахмад Шахом Масудом было заключено перемирие. По выводу из Панджшерского ущелья 177-й отряд дислоцировался в городе Гульбахор провинции Парван.
Общая штатная численность формирований спецназа составляла на втором этапе 1112 человек.

#### Третий этап. Начало караванной войны.

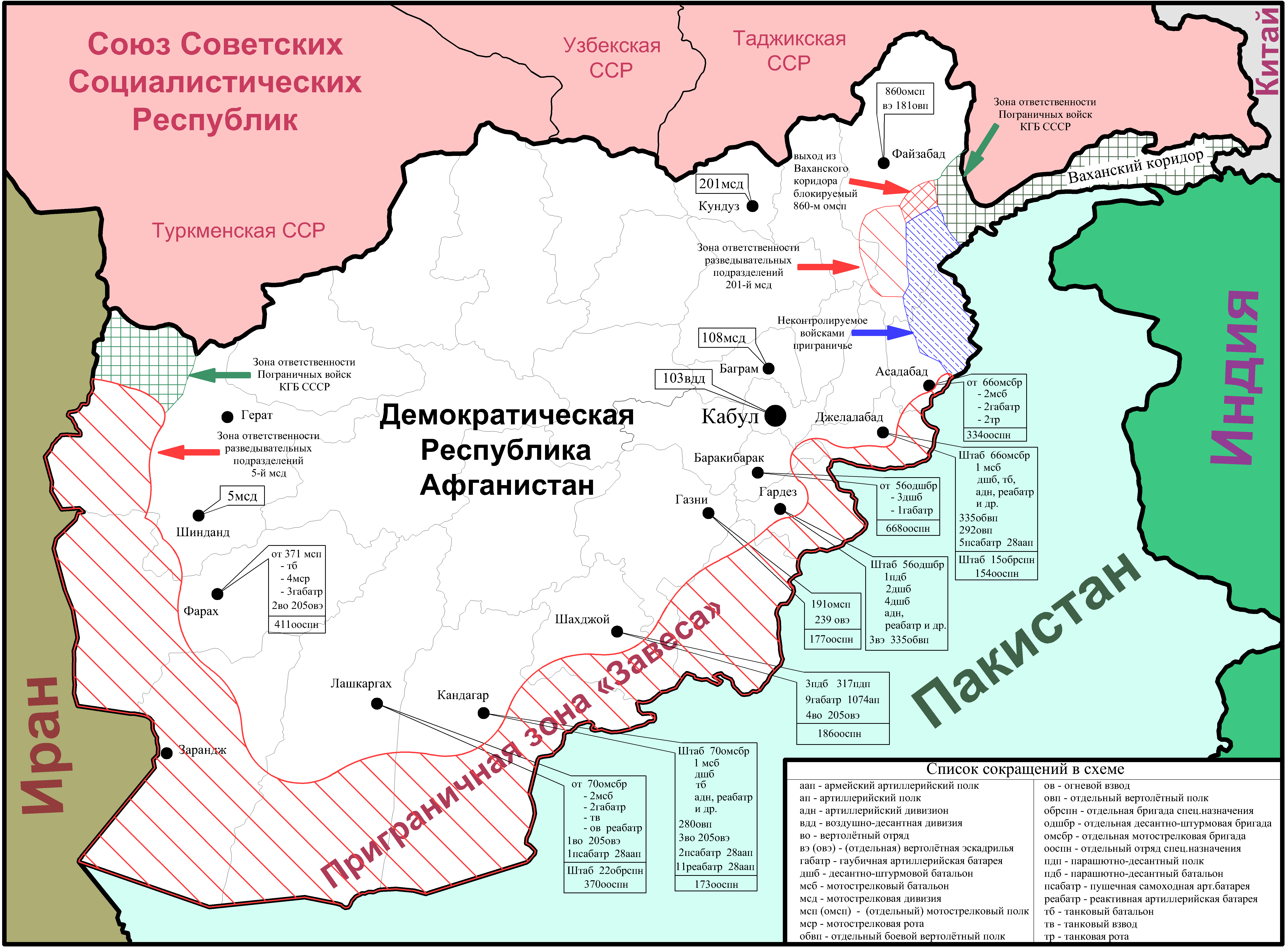
Состав войск и дислокация формирований специального назначения, участвовавших в создании приграничной зоны «Завеса», на конец 1986 года

К началу 1984 года руководство ВС СССР осознало острую необходимость в блокировании караванных путей, по которым отрядам вооружённой оппозиции из Пакистана перебрасывались вооружение, боеприпасы, продовольствие и людские резервы. Для этой цели требовалось размещение разведывательных подразделений непосредственно в приграничье с Пакистаном. Поскольку штатные разведывательные подразделения мотострелковых, парашютно-десантных и десантно-штурмовых формирований не обладали такой автономностью чтобы действовать в отрыве от своих воинских частей, расположенных на большом удалении от границы, было решено передислоцировать к границе 177-й и 154-й отряды специального назначения. Дополнительно к ним был введён с территории СССР 173-й отряд, сформированный на базе 12-й бригады ЗакВО. С марта 1984 года отряды (с личным составом по штату 538 человек) приступили к блокированию караванных путей:
- 154-й отряд специального назначения — в провинции Нангархар;
- 173-й отряд специального назначения — в провинции Кандагар;
- 154-й отряд специального назначения — в провинции Газни.

Общая штатная численность формирований спецназа на территории Афганистана составляла на этом этапе 1696 человек.

#### Четвёртый этап. Приграничная зона «Завеса»
По итогам боевой деятельности 3 отрядов и 1 роты руководство ВС СССР сделало вывод о недостаточности формирований спецназа, в связи с чем в начале 1985 года в Афганистан были введены ещё 5 отрядов и управления 15-й и 22-й бригад.
Все отдельные отряды специального назначения (ооспн) для конфиденциальности получили официальные условные обозначения отдельный мотострелковый батальон. Порядковый номер в условных обозначениях показывал очерёдность ввода отряда в Афганистан:
- 15-я отдельная бригада специального назначения[18]:
  - 154-й ооспн — 1-й отдельный мотострелковый батальон (3-го состава);
  - 334-й ооспн — 5-й;
  - 177-й ооспн — 2-й (2-го состава);
  - 668-й ооспн — 4-й.
- 22-я отдельная бригада специального назначения:
  - 173-й ооспн — 3-й;
  - 370-й ооспн — 6-й;
  - 186-й ооспн — 7-й;
  - 411-й ооспн — 8-й.

Широкомасштабные военные мероприятия по блокированию караванных путей получили название Приграничная зона «Завеса».
В итоге к марту 1985 года общая штатная численность формирований спецназа составила около 5000 человек (в 15-й бригаде по штату числилось 2482 человека).

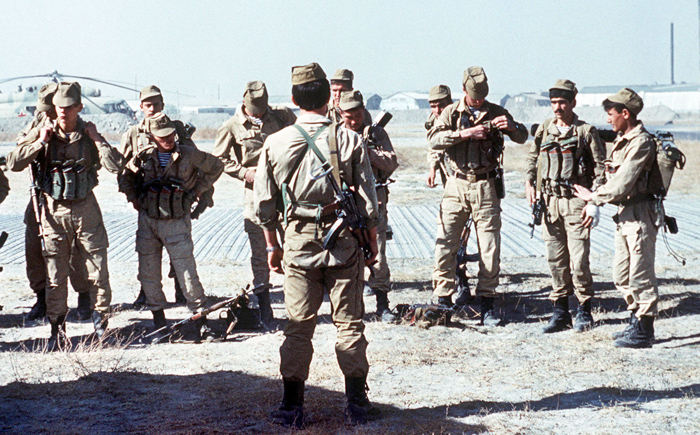
Военнослужащие подразделения СпН ГРУ готовятся к вылету на вертолётах в досмотровой группе.
1988 год

В связи с объявленным в феврале 1988 года выводом советских войск из Афганистана и выводом войск из приграничных с Пакистаном провинций на южном, юго-восточном и восточном направлениях в мае того же года, осуществление плана мероприятий «Завеса» было прекращено.

#### Пятый этап. Обеспечение вывода войск
18 мая 1988 года с территории Афганистана была выведена 15-я бригада без двух отрядов (177-й и 668-й отряды), которые остались в подчинении командующего 40-й армии. 15 августа того же года была полностью выведена 22-я бригада. До полного вывода войск 177-й и 668-й отряды участвовали в боевых действиях в провинциях, примыкающих к столице. С выводом войск отряды участвовали в сторожевом охранении путей отхода войск.

#### Потери спецназа ГРУ в Афганской войне
В период с 27 декабря 1979 года по 15 февраля 1989 года потери личного состава формирований специального назначения ГРУ составили 725 человек убитыми.
Непосредственно в период осуществления плана «Завеса» (март 1984 — апрель 1988) потери убитыми составили 570 человек и 11 человек пропавшими без вести.

### Специальная разведка ВМФ СССР
После создания в 1951 году отдельных рот специального назначения для Сухопутных войск, руководство ВС СССР перешло к созданию формирований специальной разведки в ВМФ СССР (морской спецназ) с общим подчинением ГРУ.
В отличие от развёрнутых отдельных рот постоянного состава, формирования спецназа для флота изначально предполагалось сделать основой для развёртывания соединений специального назначения за счёт мобилизации военнослужащих запаса с соответствующей подготовкой.
Первое подобное формирование появилось в октябре 1953 года в составе Черноморского флота. В последующем до конца 1957 года на каждом флоте было создано аналогичное формирование. В Каспийской флотилии такое формирование было создано в 1969 году. По организационно-штатной структуре данные формирования являлись воинскими частями, равными по численности роте (личный состав — 124 человека). Официально они получили название морской разведывательный пункт.
В военное время все морские разведывательные пункты развёртывались в отдельные бригады специального назначения.
В 1968 году морской разведывательный пункт Черноморского флота был переименован в отдельную бригаду специального назначения. Несмотря на переименование, фактически данная бригада представляла собой разведывательный батальон неполного состава (личный состав — 148 человек).
Задачей военнослужащих специальной разведки были поставлены:
- разведка баз, портов и других объектов противника;
- уничтожение или вывод из строя боевых кораблей, транспортных кораблей обеспечения, гидротехнических сооружений, радиотехнических средств на побережье и других объектов;
- наведение авиации и ракетных средств ВМФ на объекты противника;
- ведение разведки в интересах сил флота при высадке морской пехоты;
- захват документальных данных противника и пленных.

Для переброски разведчиков планировалось использовать подводные лодки, военно-транспортные самолёты и вертолёты. Для обеспечения скрытности выдвижения личный состав специальной разведки обучался водолазному делу и прыжкам с парашютом. Официально военно-учётная специальность личного состава морских разведывательных пунктов именовалась как «водолаз-разведчик».
Для подготовки военнослужащих срочной службы в 1967 году был создан 316-й отдельный учебный отряд специального назначения с дислокацией в Киеве.
К 1 января 1990 года в состав частей соединений специальной разведки входила 1 отдельная бригада специального назначения (личный состав — 148 человек), 4 морских разведывательных пункта и 1 учебный отряд специального назначения.
Личный состав морских разведывательных пунктов на 1 января 1990 года заметно различался:
- 17-я отдельная бригада специального назначения Черноморского флота — 148 человек;
- 42-й морской разведывательный пункт Тихоокеанского Флота — 91;
- 561-й морской разведывательный пункт Балтийского флота — 91;
- 137-й морской разведывательный пункт Каспийской флотилии — 42;
- 420-й морской разведывательный пункт Северного флота — около 300.

По мнению некоторых российских историков, формирования специальной разведки ВМФ СССР также следует считать составной частью морской пехоты.

### Общая численность личного состава Спецназа ГРУ
На протяжении 40 лет существования ГРУ СССР общая штатная численность личного состава разведывательно-диверсионных формирований Сухопутных войск (армейский спецназ) неоднократно изменялась в сторону увеличения. Тот же показатель для разведывательно-диверсионных формирований ВМФ СССР (морской спецназ) в рассматриваемый период существенно не изменился:
- Примечание: В таблице приведена численность личного состава отдельных бригад специального назначения и морских разведывательных пунктов без включения личного состава отдельных рот специального назначения при объединениях сухопутных войск (зарубежные группы войск, общевойсковые и танковые армии, армейские корпуса), также созданных для ведения специальной разведки.

| Спецназ           | 1951  | 1953 | 1957 | 1960 | 1964 | 1967 | 1970 | 1977 | 1982 | 1984   | 1990 |
| ----------------- | ----- | ---- | ---- | ---- | ---- | ---- | ---- | ---- | ---- | ------ | ---- |
| Армейский спецназ | 5520  | 1320 | 2235 | 7250 | 7250 | 7250 | 7250 | 8039 | 9267 | 9729   | н/д  |
| Морской спецназ   | —     | 122  | 488  | 270  | 270  | 298  | 372  | 372  | 372  | 670    | 670  |
| Общее             | 5 520 | 1442 | 2723 | 7520 | 7520 | 7548 | 7622 | 8411 | 9639 | 10 399 | н/д  |

Всего к декабрю 1991 года, на момент распада СССР, в составе разведывательно-диверсионных формирований ГРУ имелось:
- отдельных бригад специального назначения — 14;
- отдельных полков специального назначения — 2;
- отдельных рот специального назначения — 29;
- морских разведывательных пунктов ВМФ — 5.

При этом согласно некоторым источникам, отдельные роты специального назначения, входившие в комплект воинских частей армейского и корпусного подчинения, напрямую не подчинялись ГРУ, хотя полностью контролировались в плане боевой подготовки. Штат данных рот составлял к концу 80-х годов 112 человек в каждой, что увеличивало общую штатную численность разведывательно-диверсионных формирований ещё на 3248 человек к итоговому показателю, указанному в таблице.

### Разведывательные бригады ГРУ
По причине обострения советско-китайских отношений, в составе Группы советских войск в Монголии в 1972 году были созданы две отдельные разведывательные бригады, подчинявшихся ГРУ, но не входивших в состав формирований специального назначения:
- 20-я отдельная разведывательная бригада (в/ч 52757) — г. Арвайхээр;
- 25-я отдельная разведывательная бригада (в/ч 52753) — г. Чойбалсан.

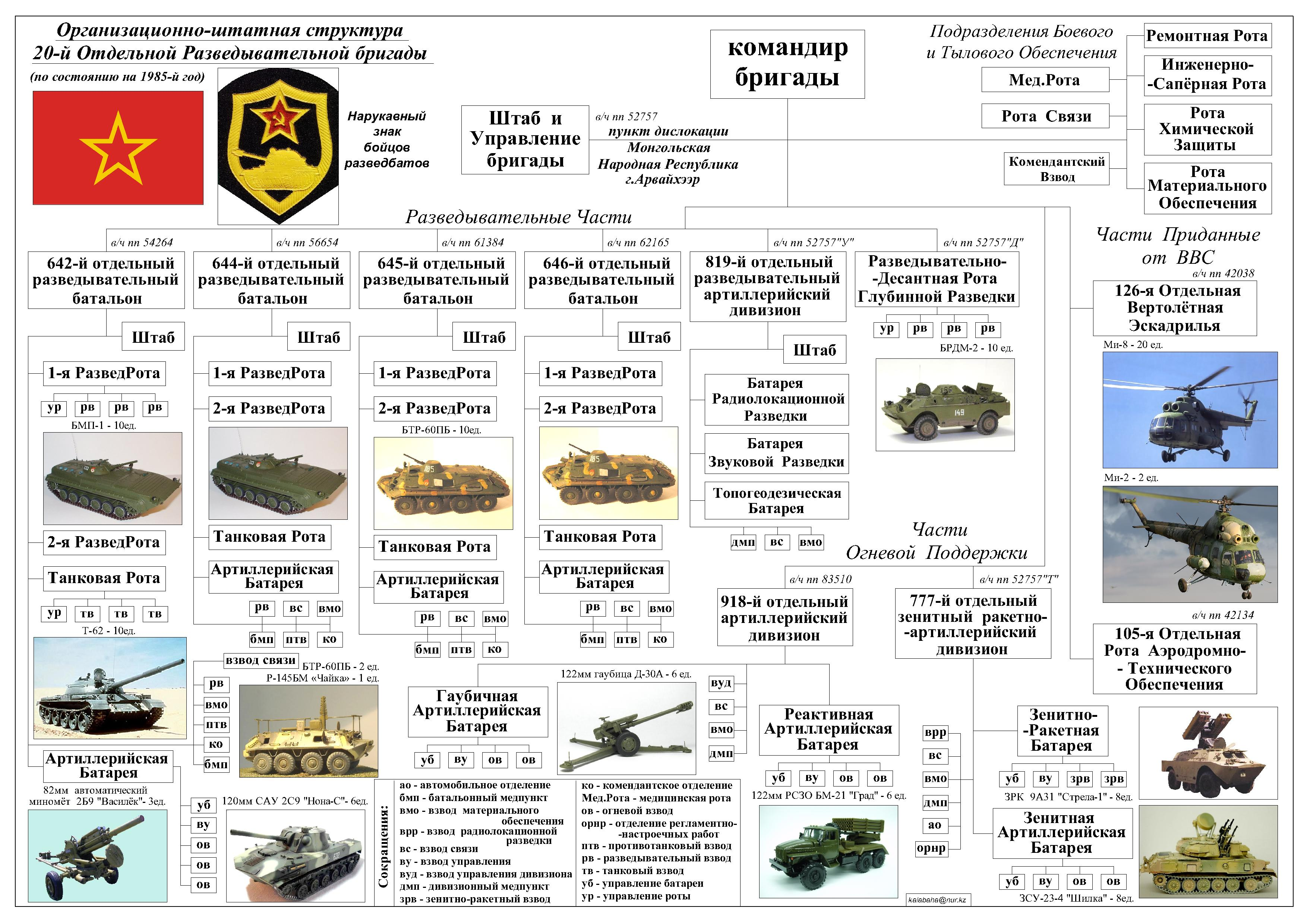
Организационно-штатная структура
20-й отдельной разведывательной бригады.
Монголия, г. Арвайхээр. 1985 год

Эти разведывательные бригады отличались от бригад специального назначения как штатом, так и вооружением. К примеру, 20-я отдельная разведывательная бригада имела следующий состав:
- Управление бригады и подразделения при ней:

- ремонтная рота;
- медицинская рота;
- инженерно-сапёрная рота;
- рота связи;
- рота материального обеспечения;
- комендантский взвод.

- 4 отдельных разведывательных батальона[26], в каждом из которых:

- 2 разведывательные роты на БМП/БТР;
- танковая рота;
- артиллерийская батарея;

- отдельный артиллерийский дивизион;
- отдельный зенитный ракетно-артиллерийский дивизион;
- отдельная рота глубинной разведки;
- отдельная вертолётная эскадрилья;
- отдельная рота аэродромно-технического обеспечения.

Организационно-штатная структура и предназначение данных бригад были связаны с театром военных действий, на которых их предполагалось использовать против войск НОАК в случае её агрессии: огромные полупустынные территории Монголии и северных районов Китая, которые требовали дополнительного усиления и автономности для соединений войсковой разведки. Обе бригады были расформированы к 1988 году.

## Раздел воинских формирований ГРУ после распада СССР
После распада СССР большинство воинских формирований ГРУ были разделены между вновь образованными государствами по месту дислокации.
Исключения при разделе по месту дислокации коснулись следующих государств:
- Эстония — отказалась от притязаний на раздел формирований ВС СССР[28], в связи с чем в 1992 году были выведены на территорию России 4-я отдельная бригада специального назначения и отдельный батальон 146-й отдельной Краснознаменной радиотехнической бригады из города Таллин в н.п. Бугры Ленинградской области[29]. 4-я отдельная бригада специального назначения была после передислокации расформирована;
- Латвия — также отказалась от притязаний[28], в связи с чем с её территории была выведена в Россию 139-я отдельная радиотехническая бригада (в г. Оренбург);
- Грузия — в связи с обострением политической обстановки в этом государстве, дошедшей до вооружённых столкновений, с её территории в 1992 году в Россию были выведены 12-я отдельная бригада специального назначения (в г. Асбест Свердловской области) и 154-я отдельная радиотехническая бригада ОСНАЗ (г. Изобильный Ставропольского края);
- Украина — при разделе Черноморского флота 112-я бригада разведывательных кораблей отошла России.
- Азербайджан — в связи с развернувшейся войной в Нагорном Карабахе, в 1992 году в Россию были выведены 22-я отдельная бригада специального назначения (в г. Аксай Ростовской области) и 800-я отдельная рота специального назначения (в г. Краснодар).
- Армения — 797-я отдельная рота специального назначения осталась на территории Армении под юрисдикцией России.

Также России отошла выведенная из Германии 82-я отдельная Варшавская Краснознаменная ордена Александра Невского радиотехническая бригада,
передислоцированная в г. Вязьма Смоленской области.

## Состав воинских формирований ГРУ

### Состав формирований Осназа ГРУ
Полный список воинских формирований Осназ ГРУ на 1 января 1989 года. Формирования приводятся с указанием принадлежности к объединениям, группам войск, военным округам (флотам) и указанием пункта дислокации.

### Состав формирований Спецназа ГРУ
Полный список соединений и частей спецназа ГРУ на 1 января 1991 года. Приводятся с указанием пунктов дислокации и принадлежности к объединениям.

### Состав отдельных разведывательных бригад ГРУ
В подчинении ГРУ были только 2 отдельные разведывательные бригады, которые были расформированы к 1988 году.